# Alice de Warenne, Condessa de Arundel
Alice de Warenne, Condessa de Arundel (15 de junho de 1287 – 23 de maio 1338) foi uma nobre britânica e herdeira aparente do Condado de Surrey. Em 1305, ela se casou com Edmundo Fitzalan, 2.º Conde de Arundel.

## Família
Alice, a única filha de Guilherme de Warenne e Joana de Vere, tendo nascido em 15 de junho de 1287 em Warren, Sussex, seis meses após seu pai ter sido acidentalmente morto em um torneio em 15 de Dezembro de 1286. Com a morte de seu avô, João de Warenne, 6.º Conde de Surrey em 1304, seu único irmão, João de Warenne, 7.º Conde de Surrey, o sucedeu no ducado. Ele acabou por se tornar distante de sua mulher que não lhe dera filhos, deixando Alice como sua herdeira presuntiva.

## Casamento com o Conde de Arundel
Em 1305, Alice casou-se com Edmundo Fitzalan, 2.º Conde de Arundel, filho de Ricardo Fitzalan, 1.º Conde de Arundel e Alice de Saluzzo. Ele havia inicialmente a recusado, por motivos desconhecidos até hoje, mas, por volta de 1305, ele mudou de ideia e se casou com ela.
Eles tiveram nove filhos, residindo principalmente em seu castelo em Sussex.
Arundel herdou seu titulo em 9 de março de 1302 após a morte de seu pai. Foi apresentado ao parlamento como lorde em 1306, sendo mais tarde um dos Lords Ordainers. Acabou também por participar das guerras escocesas.
O conde de Arundel e seu cunhado João de Warenne, eram os únicos nobres a ficarem do lado do rei Eduardo II de Inglaterra, após a rainha Isabel e seu amante Rogério Mortimer, 1.º Conde de March retornarem para Inglaterra em 1326. Ele havia se aliado com o favorito do rei, Hugo le Despenser, e concordou em casar seu filho com a neta de Despenser.
O conde de Arundel foi preso em Shropshire pelos partidários da Rainha. Em 17 de novembro de 1326 em Hereford, Arundel foi decapitado por ordens da rainha, deixando Alice de Warenne viúva. As propriedades e os títulos de seu esposo foram tomados pela coroa após sua morte, mas logo depois foram restaurados para seu filho mais velho, Ricardo.
Alice morreu em 23 de maio de 1338. Ela ainda não havia completado cinquenta e um anos. Seu irmão morreu e, 1347 por causa desconhecida, tendo o título de Surrey passado para seu sobrinho, Ricardo.
Muitos de  seus descendentes incluem Ana Bolena, Maria Bolena, Diana, Princesa de Gales, e os Duques de Norfolk.

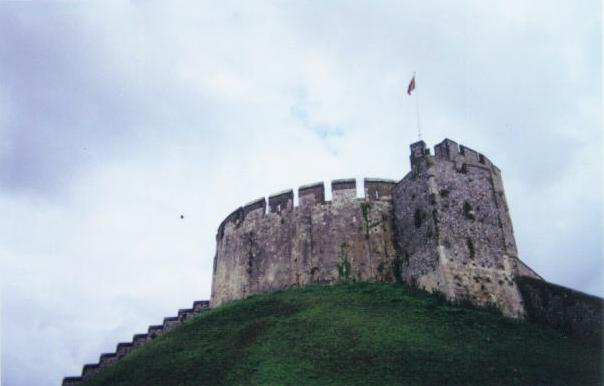
Castelo de Arundel, principal residência da maioria dos Condes de Arundel

### Filhos
- Ricardo Fitzalan, 3.º Conde de Arundel,  (1306 no Castelo de Arundel, Sussex – 24 de Janeiro de 1376), também estilizado como "Conde de Surrey" em 12 de Abril de 1361. Ele casou-se com Isabel le Despenser, a quem repudiou, mais tarde ganhando a anulação do Papa Clemente VI. Ele tinha um filho chamado Edmundo que acabou por ser abastardado pela anulação. Sua segunda mulher era Leonor de Lencastre, filha de Henrique, 3.º Conde de Lencastre e Maud Chaworth. Ela era viúva de de João de Beaumonte, 2.º  Lorde Beaumonte. Ricardo e Leonor tiveram três filhos e quarto filhas, incluindo Ricardo FitzAlan, 11.º Conde de Arundel e Joana de Bohun, Condessa de Hereford.
- Edward FitzAlan (1308–1398)
- Alice FitzAlan (n. 1310), casou com  João de Bohun, 5.º Conde de Hereford.
- Joana FitzAlan (n. 1312), casou com  Warin Gerard, Barão L'Isle.
- Aline FitzAlan (1314–1386), casou com  Roger le Strange, 6.º Barão Strange of Knockin, com o qual teve um filho.
- João FitzAlan (n. 1315)
- Catherine FitzAlan (morreu em 1376), casou primeiramente com André Peverell, e depois com Henrique Hussey of Cockfield. Teve um filho com o segundo marido.
- Isabel FitzAlan (1320–1389), casou com  Guilherme Latimer, 4.º Barão Latimer, com o qual teve uma filha, Isabel.
- Leonor FitzAlan